# Estwing
Estwing（エスティング、エスチング）は、アメリカ合衆国イリノイ州ウィネベーゴ郡ロックフォードに本社を置くハンマー製造メーカーである。

## 概要
1923年、イリノイ州ロックフォードにおいてErnest O. Estwingがハンマーなどの手工具を製造するEstwing Manufacturing Companyを設立した。2001年にはナイロンを用いた新しいグリップを開発し、打撃時の衝撃がより伝わりづらいハンマーを製造することに成功した。一般的なハンマーや斧、地質調査用のハンマーなどを製造している。

### Estwing Awards
Estwingはコーネル大学において最も優秀な大学生に向けた「Estwing Award」を、コロラドカレッジにおいては「Estwing Outstanding Senior Geologist Award」を、イェール大学では野外地質学を卒業した学生に対して「Estwing Hammer Prize」を授与するなど、アメリカ合衆国において多数の賞を学生に与えている。

## 製品
ハンマーや斧などの工具（手回り工具類）を生産している。

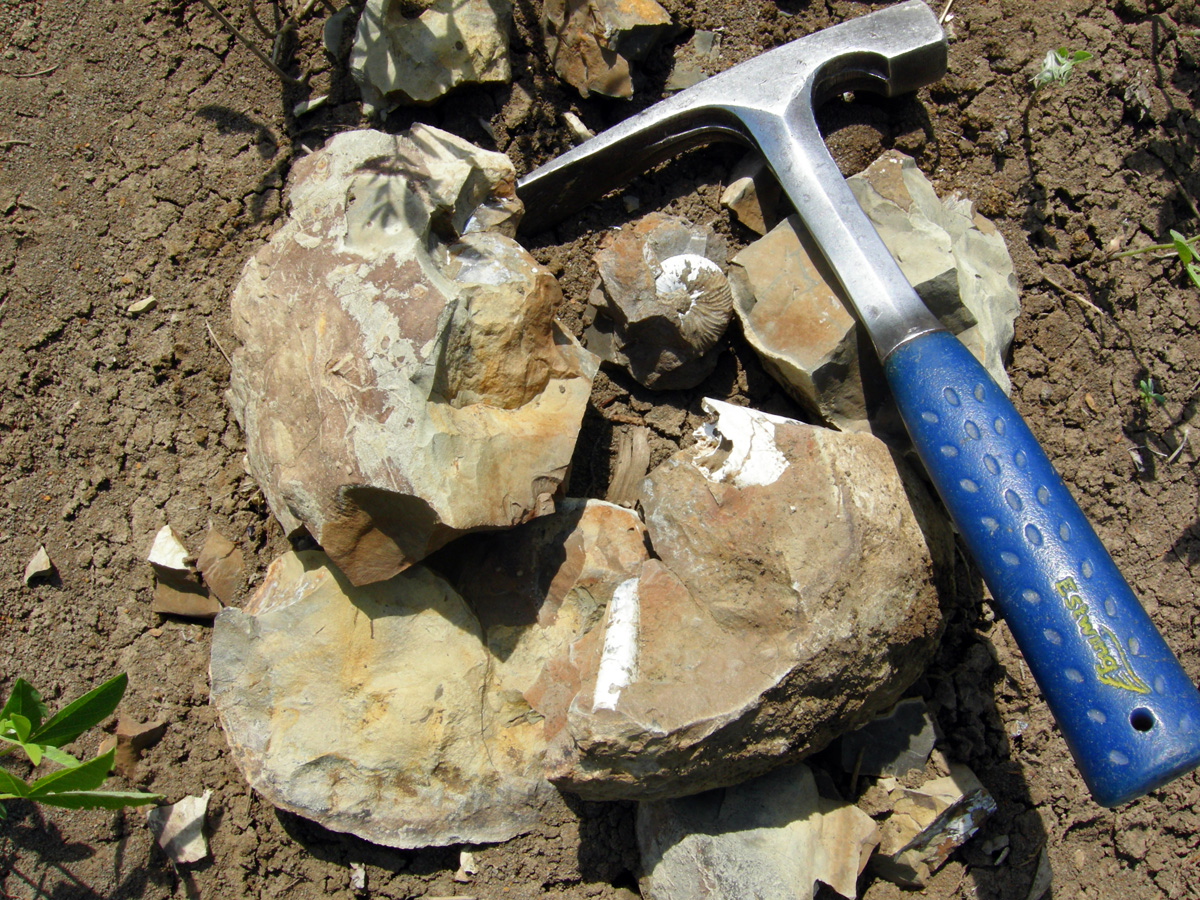
Estwingの地質調査用のハンマーは石を砕くこととスケールとして用いることの2種類の用途がある
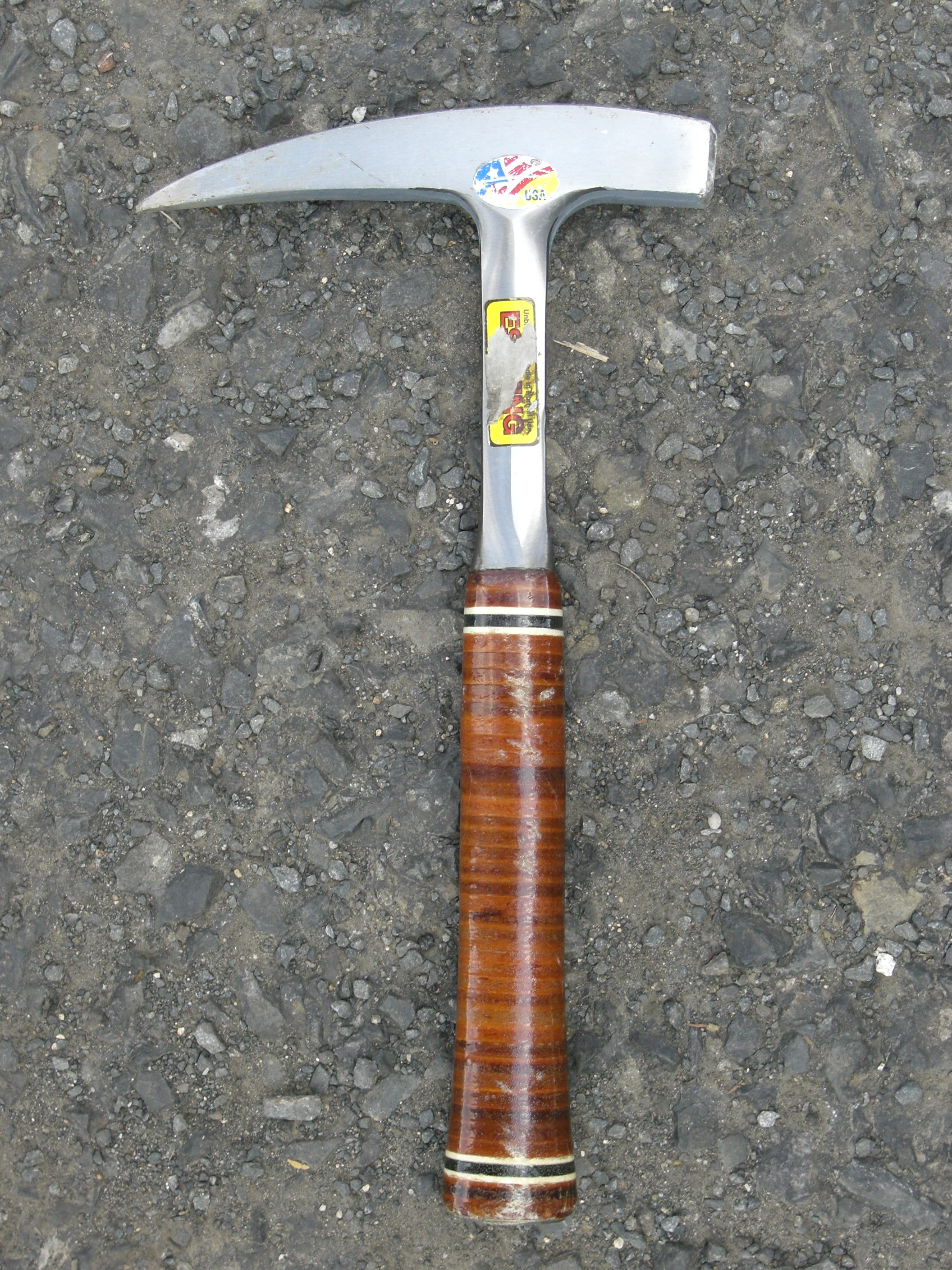
地質調査用のハンマー
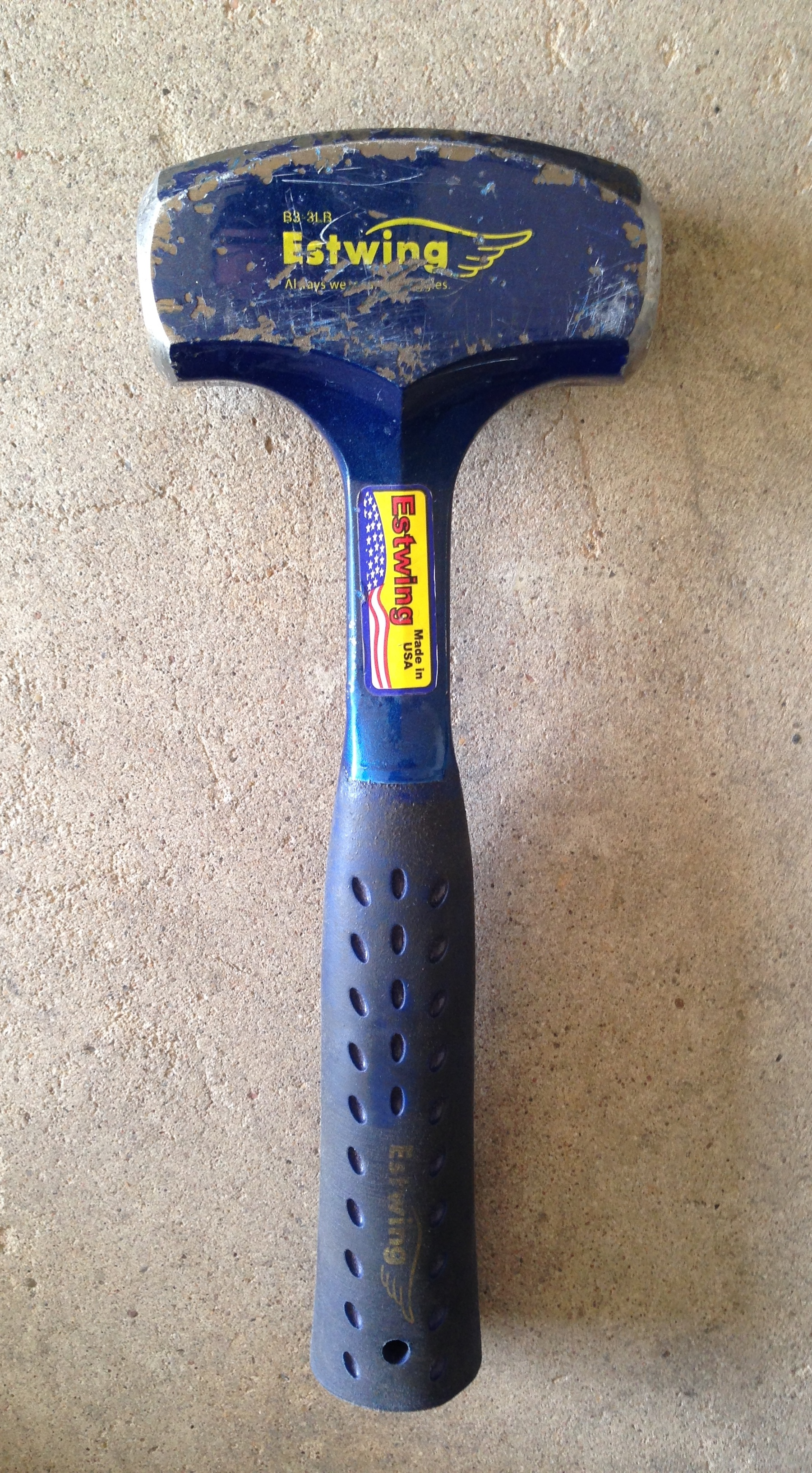
ドリリングハンマー
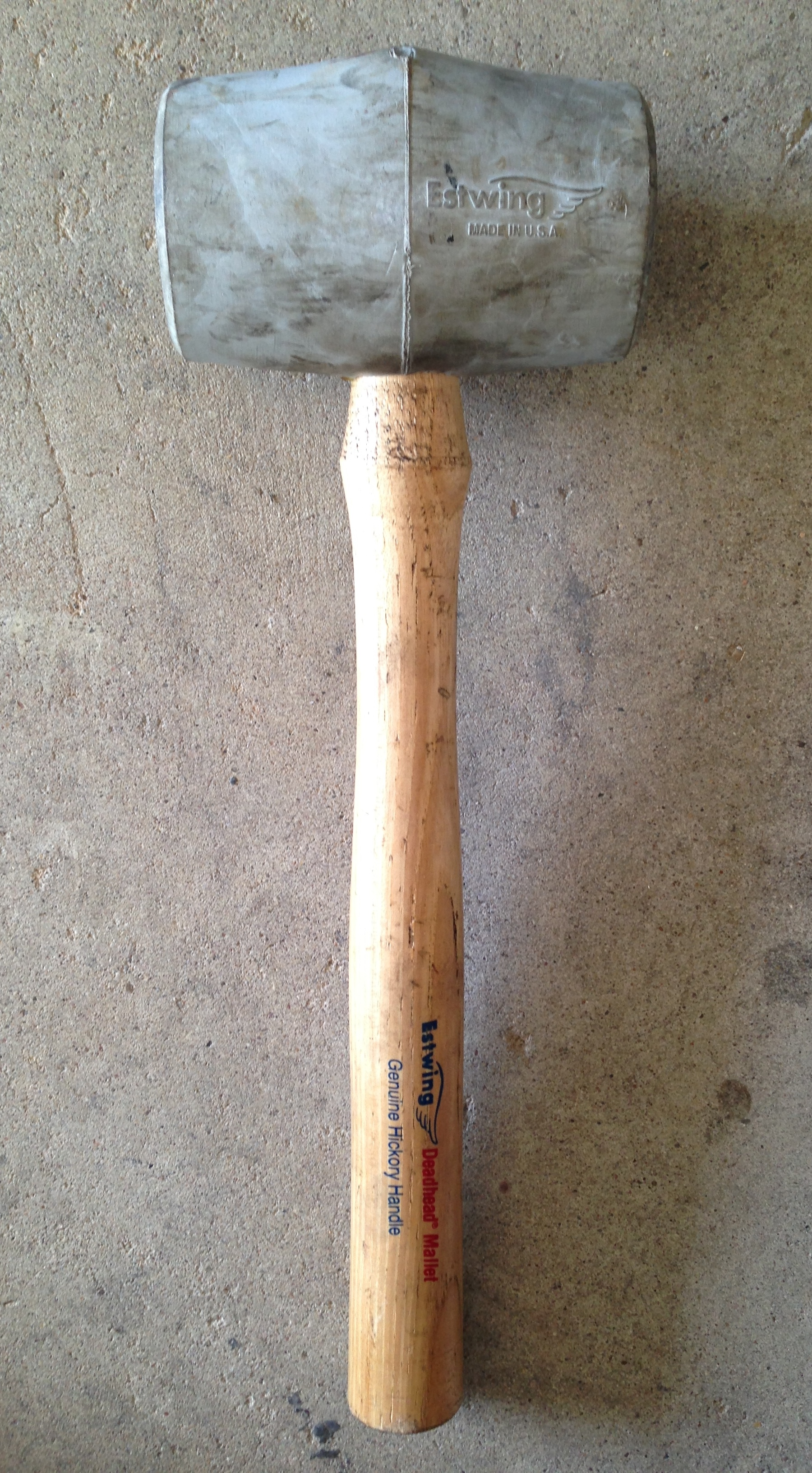
ヒッコリーを柄に用いた「Deadhead」
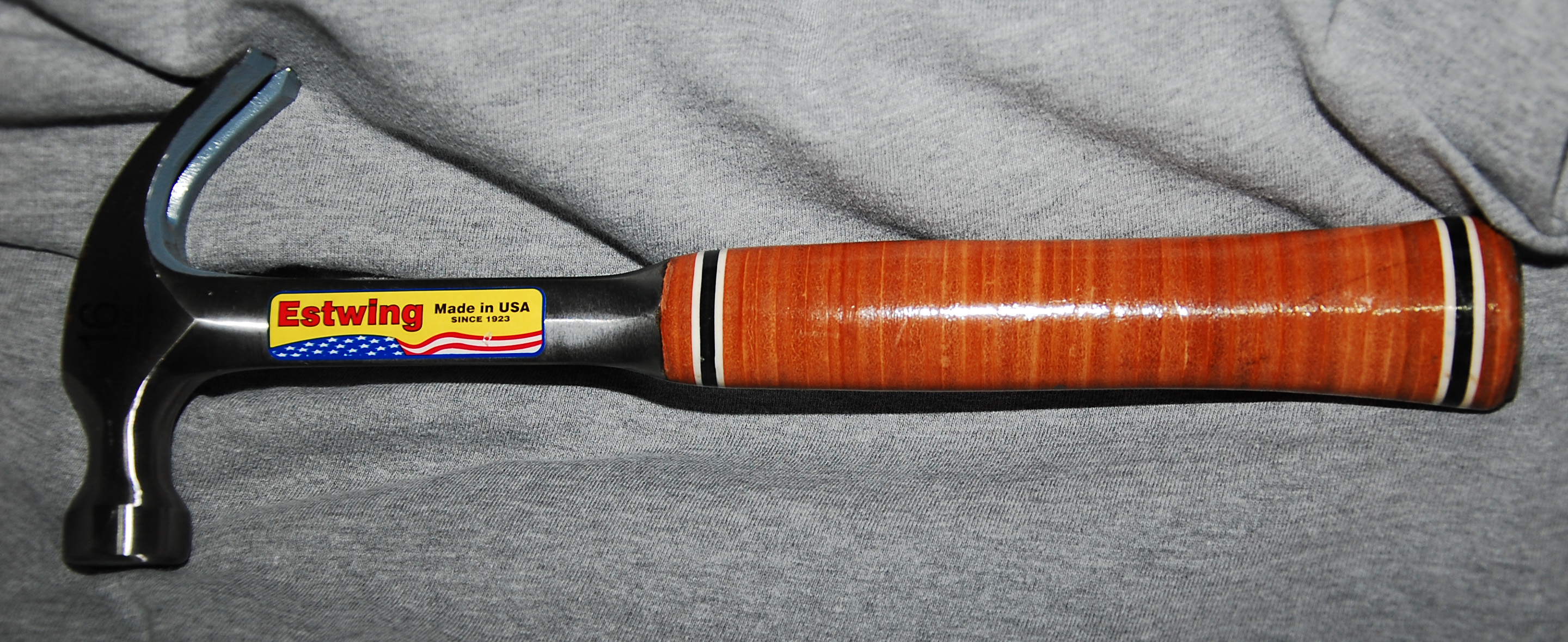
レザー加工された歴史的なEstwingの釘抜付き金鎚